# 珠海公交9路线
珠海公交9路线，是中国广东省珠海市内一条公共汽车路线，往来体育中心南及拱北口岸总站。

## 线路简介
- 珠海公交9路线由珠海公交巴士有限公司（原珠海市公共汽车公司）香洲分公司、拱北分公司联合营运。
- 该线路走向为体育中心南-拱北口岸总站，平日全线投放20台车（香洲分公司、拱北分公司派车各10台），派车车型全为珠海广通GTQ6105BEVB2型純電動巴士。
- 服务时间：体育中心南：早上06:20至晚上22:15；拱北口岸总站开出：早上06:15至晚上22:10。
- 班次间隔：平均7分钟。

## 历史
- 本线路于1990年由珠海市公共汽车公司吉大分公司开通，开通初期路线为“香洲—拱北”，途经888街、兴业路、保健院、警察学校、体育场、湾仔沙、珠海渔女、香炉湾、吉大总站、特区报社、水湾头、银海新村、银都等地。全线采用广客GZK644型客车运营。[1][2]
- 1994年，本线路改为无人售票票制，全线改用GZK6100GA型客车运营，全程收费1元。
- 1996年，为满足山场村村民出行需求，本线路由“香洲—拱北”调整为“迎宾北—拱北”，由拱北出发到达“兴业路”（现兴业中站）后，改行山场路、迎宾北路，并增停“有线电视台”、“山场市场”、“山场凉亭”、“迎宾北”等站，取消“888街”、“香洲”两个站点。
- 1997年，本线路延伸为“交通大楼—拱北”，由拱北出发到达“迎宾北”后，增停“交通大楼”站。
- 1999年，体育中心南总站落成，本线路调整为“体育中心南—拱北”，取消原线路“迎宾北”、“交通大楼”两个站点，增停“金桦花园”站。
- 2005年，本线路由吉大分公司独立运营改为香洲、拱北分公司联合运营。
- 2006年，珠海公汽调整旗下线路票价，本线路普通车票价调整为1.5元，空调车票价调整为2.5元。
- 2007年，由于拱北水湾路酒吧街道路狭窄，本线路双向取消经停“海湾大酒店”、“银海新村”，由体育中心南开出到达水湾头后改行情侣南路，增停“情侣南路南”、“日华花园”。同年，往体育中心南方向绕行并经停“报业大厦”站。
- 2008年，由于吉大路实行交通管制，本线路往体育中心南方向经“通信大厦”站后改行景山路、海滨北路接回原线“烟墩山”站，增停“九洲城”站，取消“免税商场”站。
- 2010年，由于拱北地区交通拥堵，本线路终点站由“拱北”调整至“华润万家”（现拱北万家）。
- 2011年6月28日，珠海公交对旗下所有巴士线路票价进行调整，该线路空调车票价调整为2元/人，普通车票价维持不变。
- 2011年12月，该线路香洲分公司部分车辆启动岭南通刷卡服务，同时拱北分公司派车8台，其中5台有原有的“厦门金龙XMQ6113GJ、XMQ6113GF”更换为“郑州宇通ZK6100HGA”。
- 2012年10月，该线路拱北分公司、香洲分公司派车全数更换为郑州宇通ZK6100HGA。
- 2014年5月15日，本线路首末站由“拱北万家”调整至“拱北口岸总站”始发，同时实施拱北万家到拱北口岸总站免费换乘服务。[3]
- 2015年1月，该线路香洲分公司派車更換為珠海廣通GTQ6105BEVB2純電動巴士。
- 2015年11月，该线路拱北分公司派車更換為珠海廣通GTQ6105BEVB2純電動巴士，完成該線路純電動化。